# Gara Radna
Gara Radna este o gară care deservește orașul Lipova, județul Arad, România.
Format:Lista stațiilor de pe Magistrala CFR 213